# Philippe Houben
Louis Philippe Jean Houben (Bruselas, 4 de junio de 1881 - ...) fue un nadador y jugador de waterpolo belga nacionalizado francés.
Tomó parte en competiciones de natación y waterpolo en los Juegos Olímpicos de París 1900 y ganó una medalla de bronce en los 200 metros estilo libre en el equipo de Pupilles de Neptune de Lille # 2 (con una puntuación total de 62) nunca participó en ningún juego de su equipo, estando todavía en la lista de los medallistas olímpicos databdase del Comité Olímpico Internacional.